# Colonial Life Arena
La Colonial Life Arena est une salle omnisports située à Columbia dans l'État de Caroline du Sud. C'est la plus grande salle de l'état et la 10e plus grande salle universitaire du pays. L'arène est surtout utilisée pour les matchs de basket-ball, les concerts, les conférences et les cérémonies de remise des diplômes. Le Colonial Center est sponsorisé par Colonial Life & Accident Insurance Company of Columbia, une division de la société Unum basée à Chattanooga, Tennessee.
Ses locataires principaux sont les équipes masculine et féminine de basket-ball de l'Université de Caroline du Sud, les South Carolina Gamecocks. En 2007, une équipe de football américain en salle de la National Indoor Football League, les Columbia Stingers, s'installe dans cette enceinte. Sa capacité est de 18 000 places avec 41 suites de luxe, 4 hospitality suites et 1 entertainment suite.

## Histoire
Le Colonial Center ouvre ses portes le 22 novembre 2002 avec un match d'ouverture de basket-ball féminin. L'équipe de South Carolina l'emporte sur Clemson, 72-58, devant 17,712 fans. L'inauguration officielle du bâtiment a lieu le 2 décembre 2002 avec un match de basket-ball masculin entre les Gamecocks et les Temple Owls, Gamecocks s'impose 66 à 47. Son coût de construction était de $64 millions USD.
Le Colonial Center était classé 22e dans le monde pour les ventes de billet en 2003 avec 216 679 billets vendus (selon PollStar Magazine).
Le 22 juillet 2008, le conseil de l'Université de Caroline du Sud a approuvé le changement de nom du bâtiment en Colonial Life Arena.

## Événements
- WWE WWE Raw, 9 octobre 2006
- WWE SmackDown, 21 août 2007
- Dancing with the Stars, 28 juin 2007